# Müllheim TG
| TG ist das Kürzel für den Kanton Thurgau in der Schweiz. Es wird verwendet, um Verwechslungen mit anderen Einträgen des Namens Müllheim zu vermeiden. |

Müllheim, schweizerdeutsch Müle, ist eine politische Gemeinde und eine Ortschaft im Bezirk Frauenfeld des Kantons Thurgau in der Schweiz. Die Munizipalgemeinde Müllheim vereinigte sich 1967 mit ihren Ortsgemeinden Müllheim und Langenhart zur Einheitsgemeinde Müllheim.

## Geographie

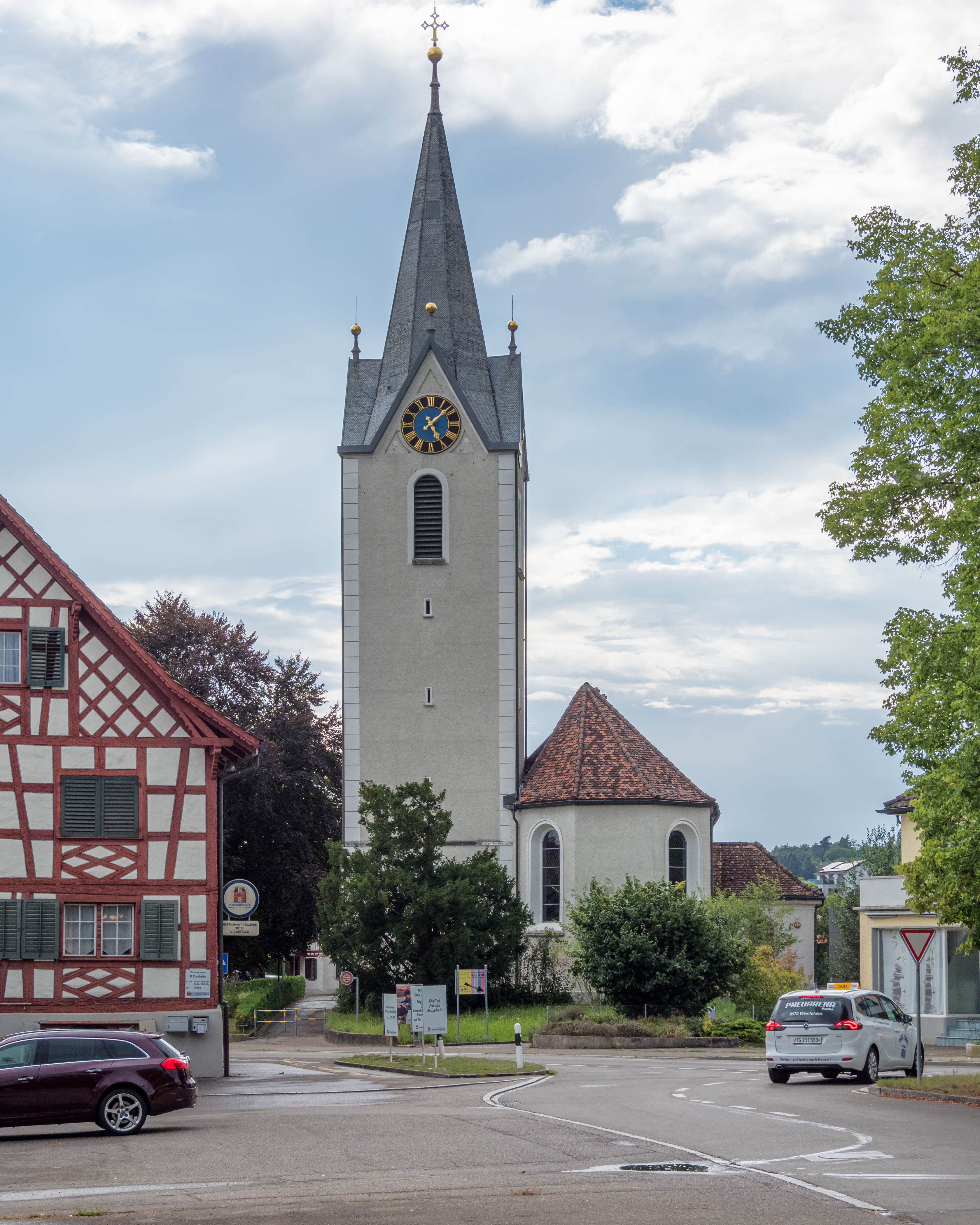
Evangelische Kirche Müllheim

Müllheim liegt im Thurtal in der Nähe des Autobahndreiecks Grüneck, der Schweizer Autobahn A7 und hat zusammen mit Wigoltingen einen Bahnhof an der Bahnstrecke Winterthur–Romanshorn. Nach Steckborn am Unteren Bodensee im Norden sind es etwa 10 km, Konstanz am Bodensee im Nordosten ist etwa 19 km entfernt. Nachbargemeinden sind Pfyn,  Homburg und  Hüttlingen im Bezirk Frauenfeld, sowie Wigoltingen im Bezirk Weinfelden.

## Geschichte

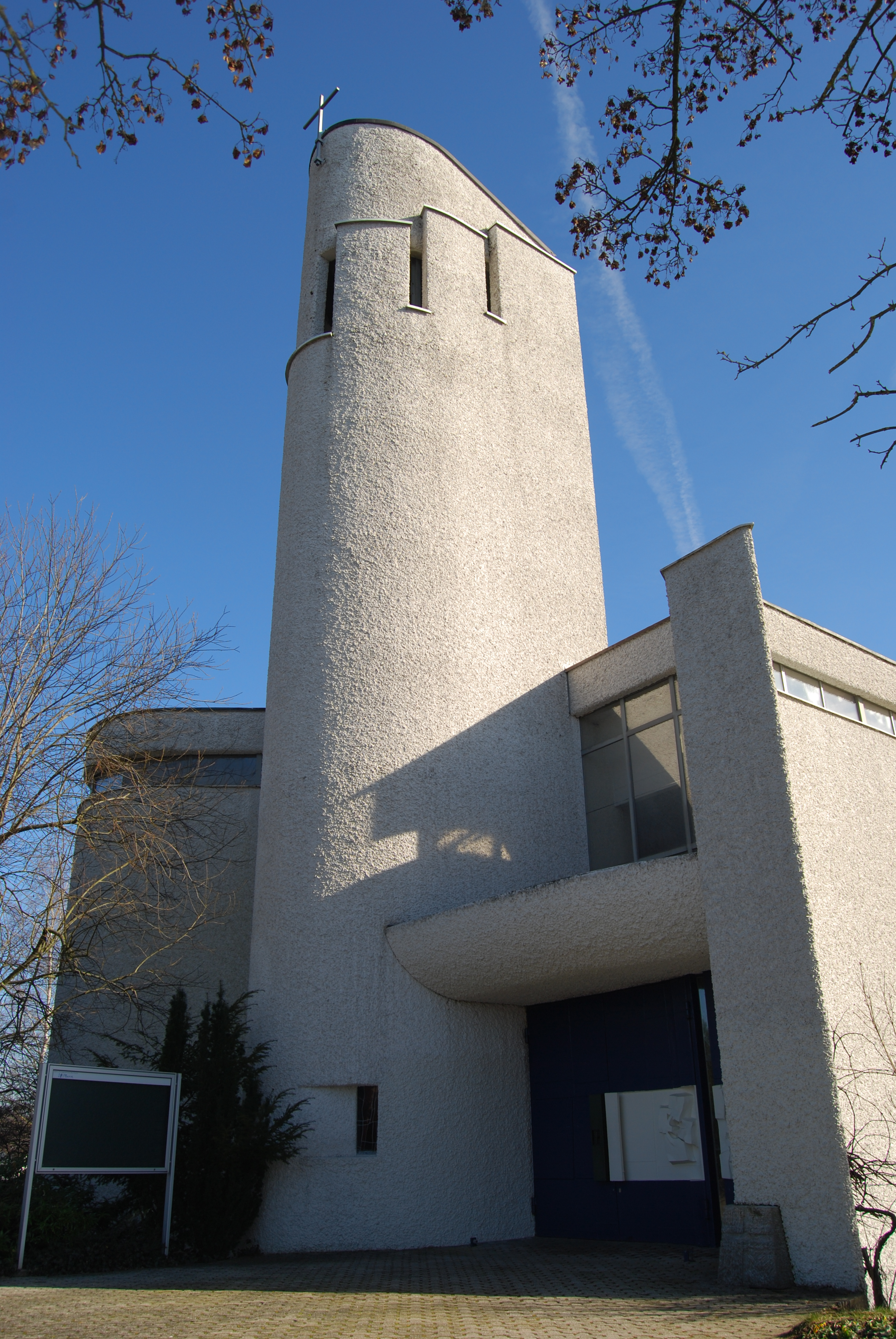
Katholische Kirche St. Maria von 1967

Die Siedlung am Rand der oft überschwemmten Thurebene dürfte, wie aus ihrem Namen zu schliessen ist, auf die Landnahmezeit unter fränkischer Verwaltung im 8. Jahrhundert zurückgehen. Bereits im 9. Jahrhundert kam das Gemeindegebiet wohl unter die Grundherrschaft des Klosters Reichenau. Erstmals urkundlich erwähnt wurde das Dorf 1254 als Mulhain. Erwähnung finden die Ministerialen von Müllheim im 13. und 14. Jahrhundert. Die Grafen von Kyburg und ihre Nachfolger, die Habsburg-Neukyburg, übten in Müllheim die Schirmvogtei aus.
Am 5. September 1445 brannten die Eidgenossen das Dorf nieder.
Die Schirmvogtei wurde 1460 durch die Abtei Reichenau zurückgekauft. Die Abtei und von 1540 bis 1798 ihr Rechtsnachfolger, der Bischof von Konstanz, waren Gerichts- und Grundherren. Eine Offnung datiert aus dem Jahr 1475. Müllheim wählte bis 1798 drei Bürgermeister, nämlich einen Keller-, einen Seckel- und einen Thurmeister. Die Gemeinde hatte das Recht, Bussen und leichte Körperstrafen zu verhängen. 1967 entstand durch die Vereinigung der Ortsgemeinden Müllheim und Langenhart die Einheitsgemeinde Müllheim.

Müllheim im Jahr 1968

Kirchlich war Müllheim zunächst wohl Teil von Pfyn und entstand als Pfarrei beim Bau der Kirche St. Verena um 1340. Zur Pfarrei gehörten Langenhart und bis 1483 auch Hüttlingen. 1528 kam es in Müllheim zur Reformation. 1540 gingen die Kollaturrechte an den Bischof von Konstanz über. 1804 ging die Kollatur an den Kanton Thurgau und 1830 an die Kirchgemeinde. 1607 wurde die katholische Messe wieder eingeführt, und die Kirche St. Verena wurde von da an bis zum Bau der katholischen Kirche St. Maria 1967 als paritätische Simultankirche von beiden Konfessionen genutzt. Im Verlauf des 20. Jahrhunderts ging der Anteil der Reformierten in Müllheim stark zurück und umfasste an der Wende zum 21. Jahrhundert noch etwa die Hälfte der Bevölkerung.
1800 gestattete die Gemeinde den Auskauf der Weidgangrechte. In Müllheim wurden Acker-, Wein-, Obst-, Flachs- und Hanfbau sowie Forst- und Milchwirtschaft mit einer Käserei betrieben. Müllheim besass Handwerke und Gaststätten sowie zwei Jahrmärkte. Die 1855 eröffnete Bahnstation Müllheim-Wigoltingen begünstigte 1857 die Errichtung der Leinwandfabrik Grüneck. 1979 entstand die Weberei Grüneta AG, die 2004 Konkurs ging. Die 1870 gegründete Werkzeugfabrik Utilis Müllheim wurde 1915 eine Aktiengesellschaft und beschäftigte 2000 40 Mitarbeiter. Weiter gab es u. a. um 1900 Stickereien, 1909 bis 1916 eine Drechslerei und 1906 bis 1909 eine Maschinenfabrik. Seit 1954 fabriziert ein Unternehmen Stahlmöbel, ein anderes rezykliert seit 1991 Industrieabfälle. An den Verkehrsachsen mit Durchgangsverkehr haben Dienstleistungsfirmen das Handwerk abgelöst. Einfamilienhauszonen breiten sich aus und führen zu örtlichen Konflikten bezüglich der Quartierstrassen.
→ siehe auch Abschnitt Geschichte im Artikel Langenhart TG

→ siehe auch Artikel Grüneck TG

## Wappen
Blasonierung: Geteilt von Rot und Weiss mit halbem rotem Mühlerad.
Redendes Wappen in den Farben Rot und Weiss, die an die Abtei Reichenau erinnern, deren Gerichtsherrschaft Müllheim war.

## Bevölkerung
| Hier fehlt eine Grafik, die leider im Moment aus technischen Gründen nicht angezeigt werden kann. Wir arbeiten daran! |

|                     | 1831 | 1850 | 1860 | 1870 | 1900 | 1910 | 1950 | 1960 | 1980 | 1990 | 2000 | 2010 | 2018 | 2023 |
| ------------------- | ---- | ---- | ---- | ---- | ---- | ---- | ---- | ---- | ---- | ---- | ---- | ---- | ---- | ---- |
| Politische Gemeinde |      |      |      |      |      |      |      |      |      |      |      | 2676 | 2980 | 3281 |
| Einheitsgemeinde    |      |      |      |      |      |      |      |      | 1541 | 1888 | 2398 |      |      |      |
| Munizipalgemeinde   |      | 873  | 1144 | 904  | 1464 | 1409 | 1541 | 1511 |      |      |      |      |      |      |
| Ortsgemeinde        | 863  | 783  | 1061 | 821  | 1397 | 1343 | 1486 | 1475 |      |      |      |      |      |      |

Von den insgesamt 3281 Einwohnern der Gemeinde Müllheim am 31. Dezember 2023 waren 616 bzw. 18,8 % ausländische Staatsbürger. 1103 (33,6 %) waren evangelisch-reformiert und 718 (21,9 %) römisch-katholisch.

## Wirtschaft
Im Jahr 2016 bot Müllheim 895 Personen Arbeit (umgerechnet auf Vollzeitstellen). Davon waren 5,2 % in der Land- und Forstwirtschaft, 42,3 % in Industrie, Gewerbe und Bau sowie 52,5 % im Dienstleistungssektor tätig.

## Persönlichkeiten
In Müllheim wurde 1810 Johann Wepf, der Komponist des Thurgauerliedes, geboren. Eine Tafel an seinem Geburtshaus erinnert an den verdienten Bürger der Gemeinde. 1881 wurde der Maler Ernest Bolens in Müllheim geboren.
Thomas Bornhauser war von 1851 bis 1856 evangelischer Pfarrer in Müllheim. Sein Grabstein steht an der Südmauer der evangelischen Kirche.
Seit 1998 lebt die aus Ungarn stammende Autorin Zsuzsanna Gahse in Müllheim. In ihrem Buch «durch und durch. Müllheim/Thur in drei Kapiteln» von 2004 würdigt sie das Leben im Dorf an der einst wichtigsten West-Ost-Strassenverbindung der Schweiz «in seiner Gleichförmigkeit, Reproduzierbarkeit, Konsistenz, Tollheit und schönen Verstehbarkeit».

## Sehenswürdigkeiten
Im Ortskern von Müllheim insbesondere rund um die reformierte Kirche existieren zahlreiche gut erhaltene Fachwerkhäuser aus dem 19. Jahrhundert.
Das Dörfchen Grüneck im Thurvorland zwischen Pfyn und Müllheim besteht aus rund 50 Einfamilienhäusern, die die Weberei Grüneck für ihre Arbeiter gebaut hat.
Die Webersiedlung Grüneck ist im Inventar der schützenswerten Ortsbilder der Schweiz aufgeführt.

## Galerie

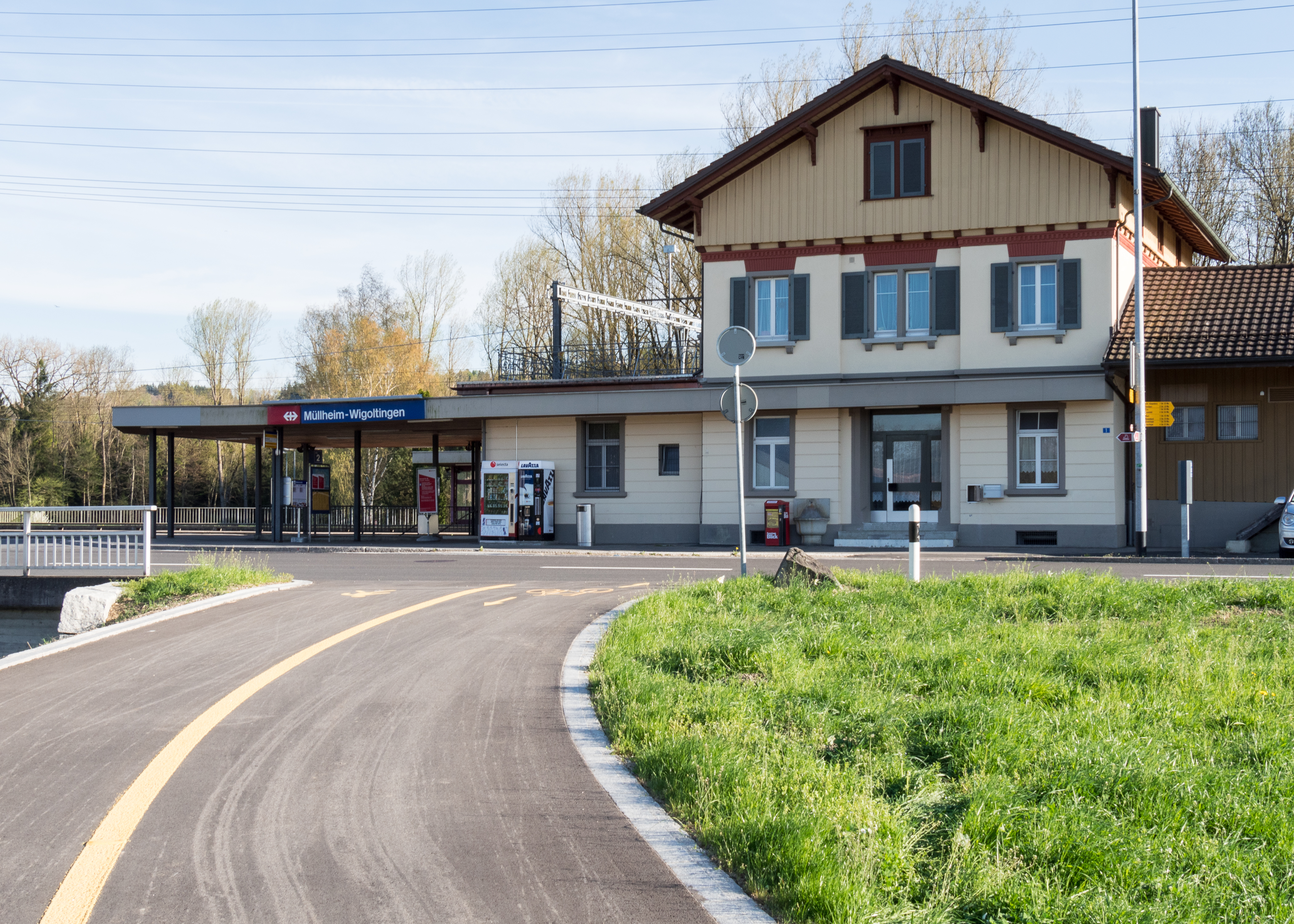
Bahnhof Müllheim-Wigoltingen
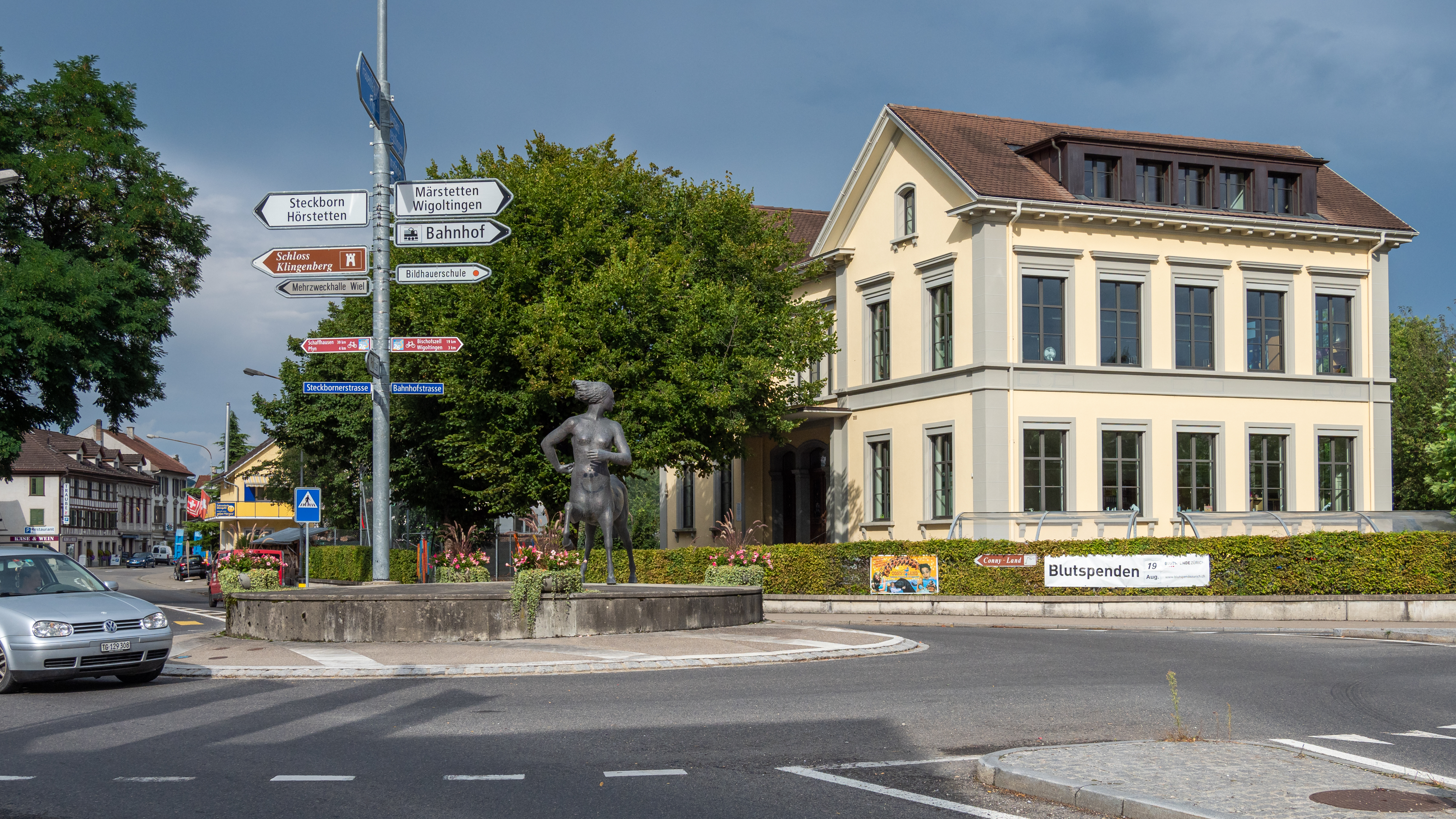
"Zentaur"-Kreisel und Schulhaus
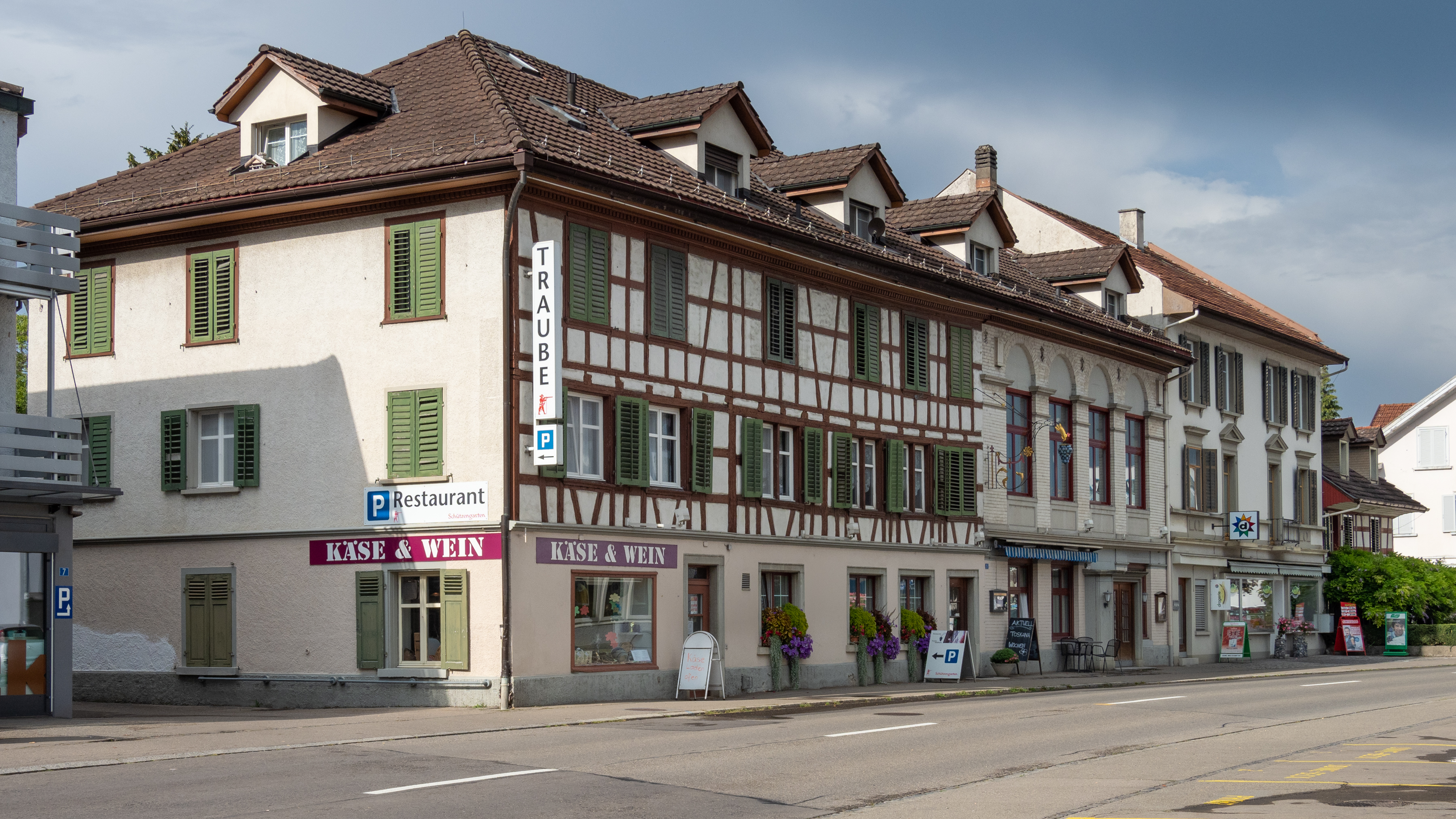
Kreuzlingerstrasse in Müllheim
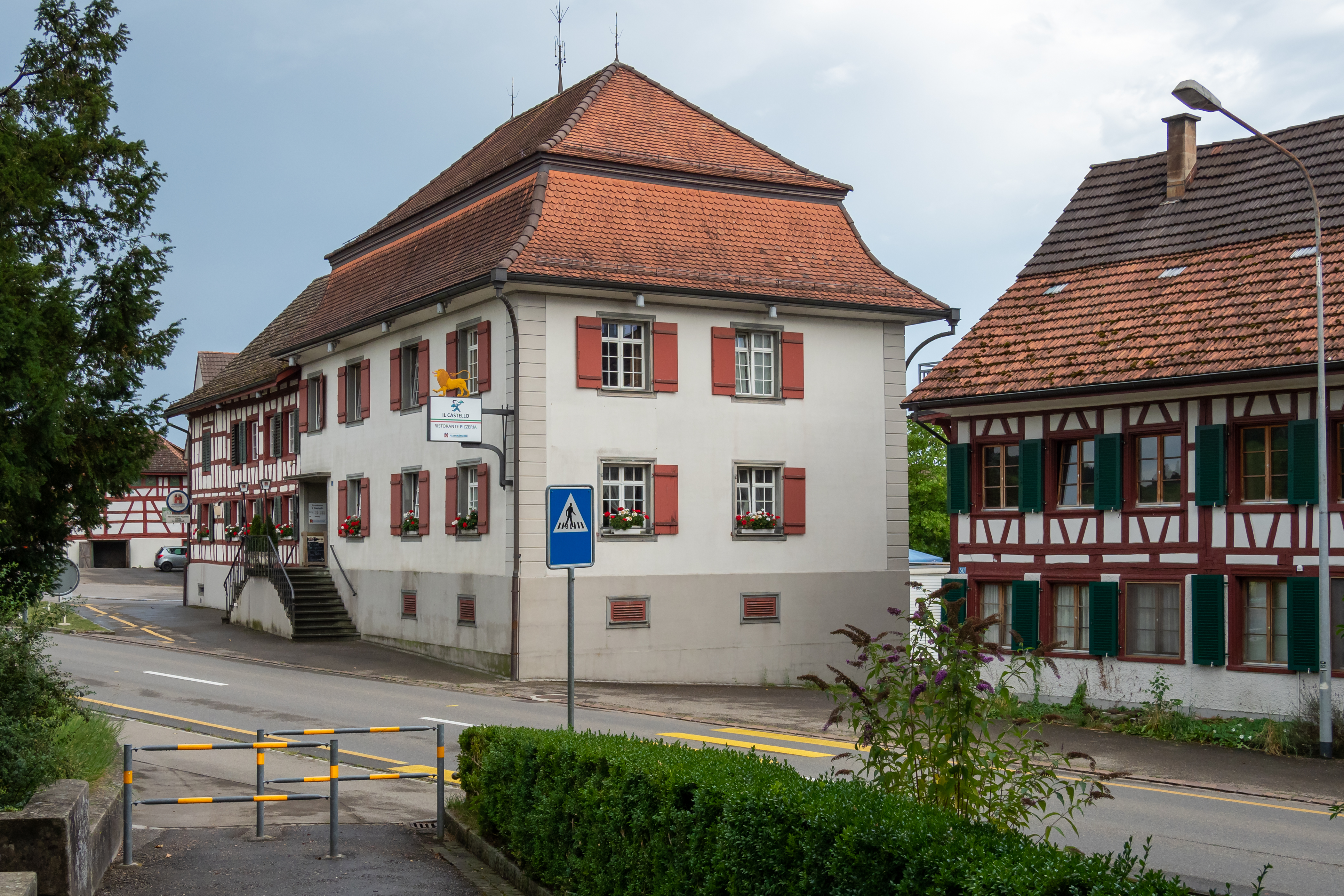
Ehemaliger Gasthof Löwen (Il Castello)
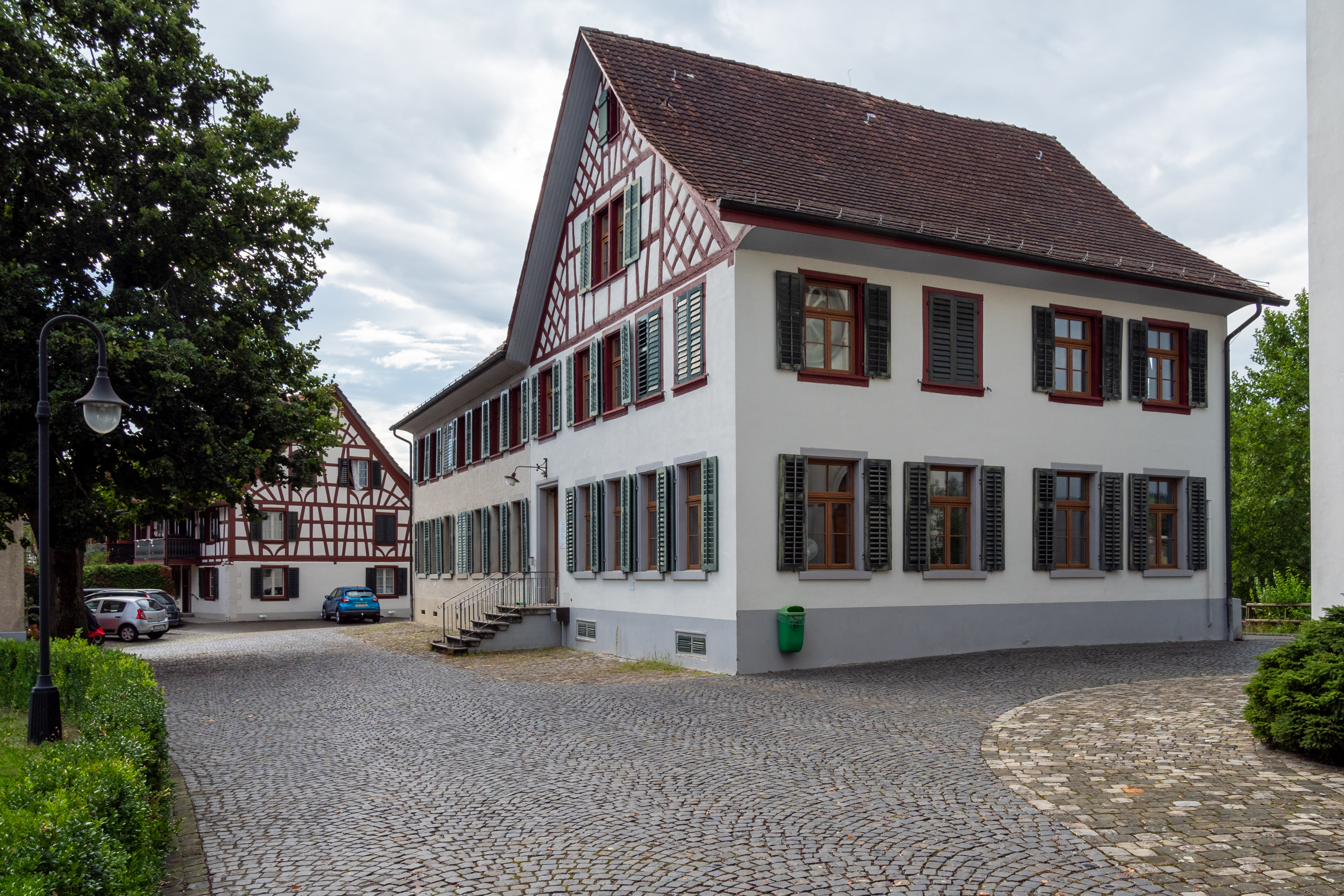
Oberes Schulhaus
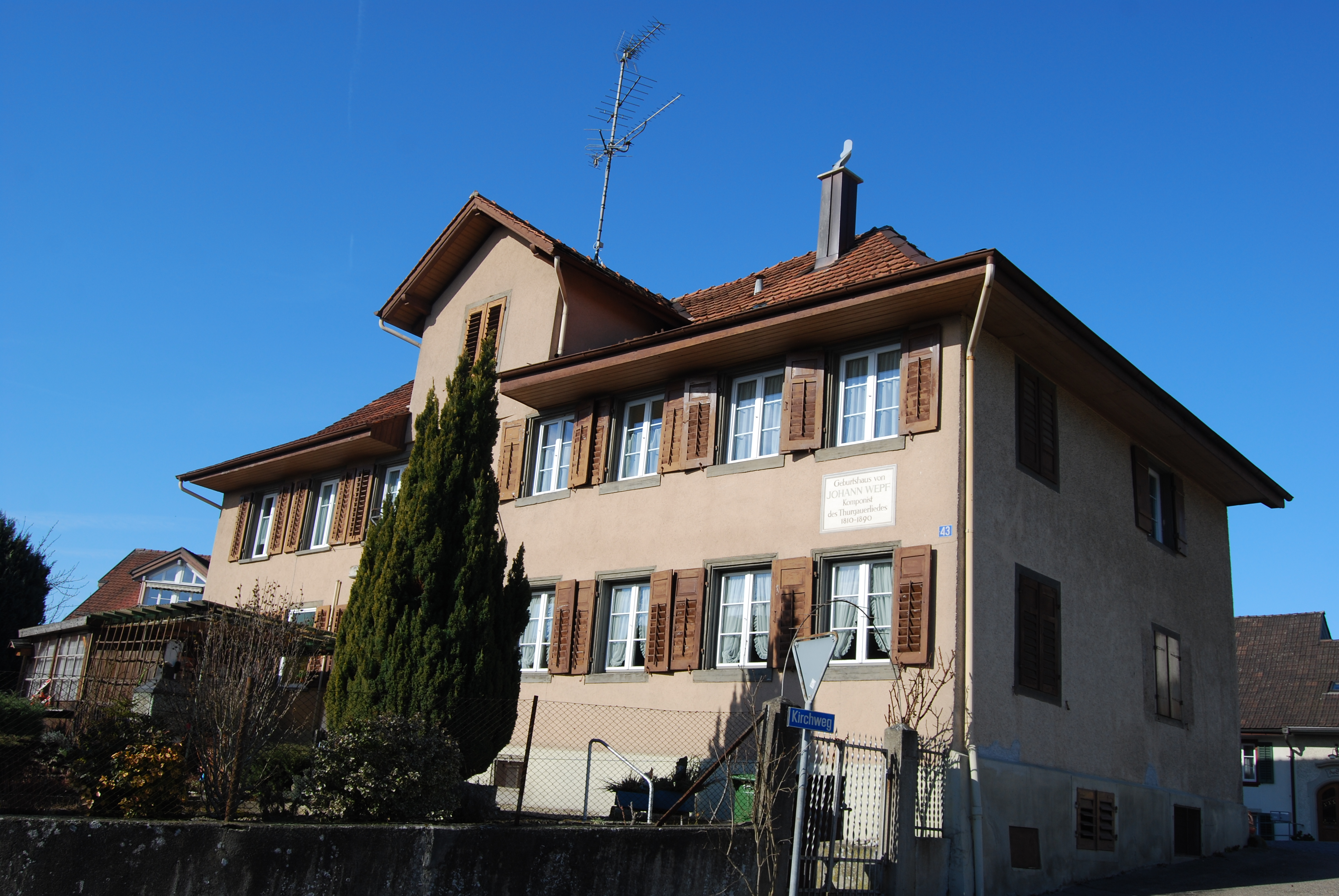
Geburtshaus von Johann Wepf
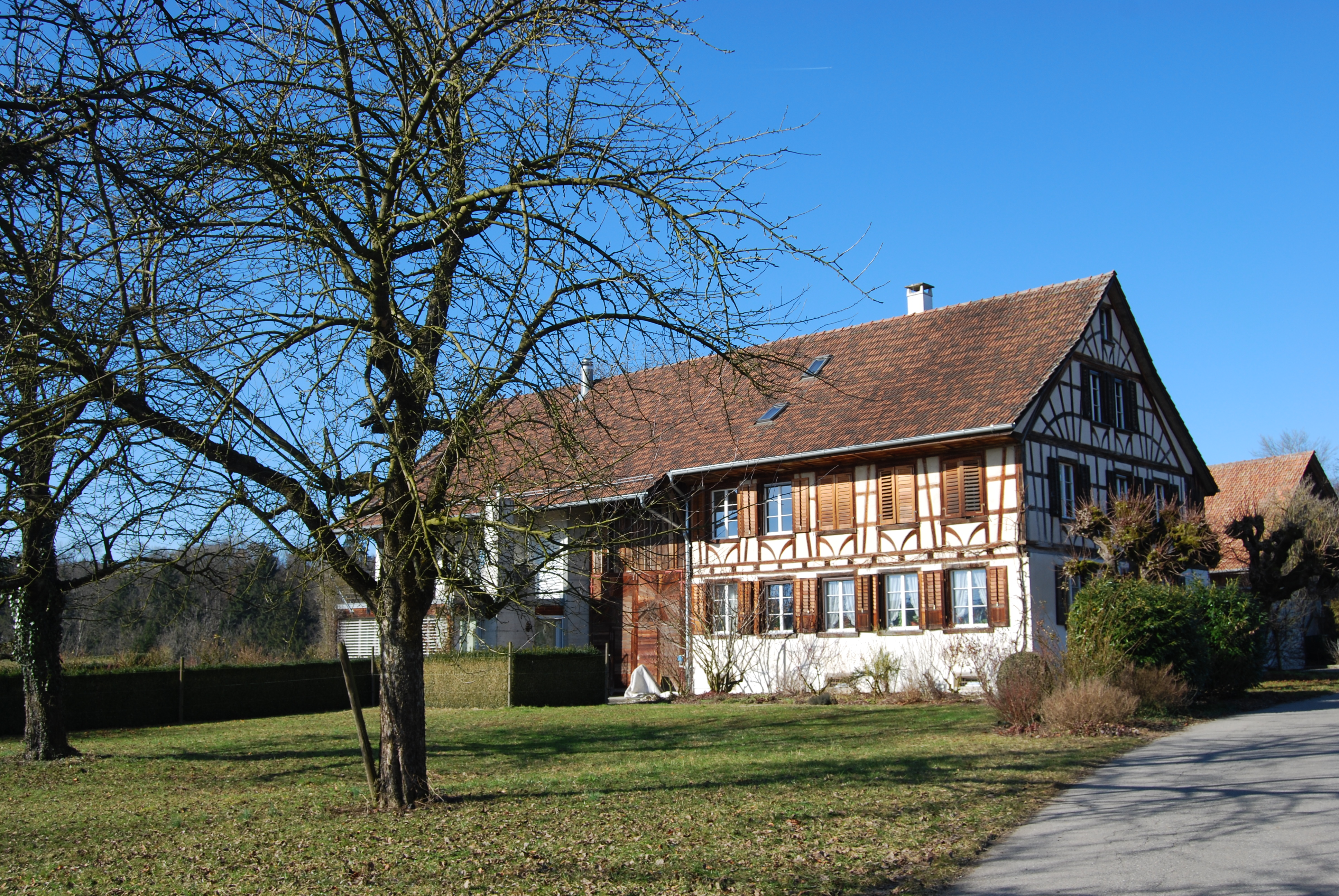
Fachwerkhaus in Langenhart